# Felsreliefs von Taşçı
Koordinaten: 38° 11′ 55,5″ N, 35° 46′ 52″ O

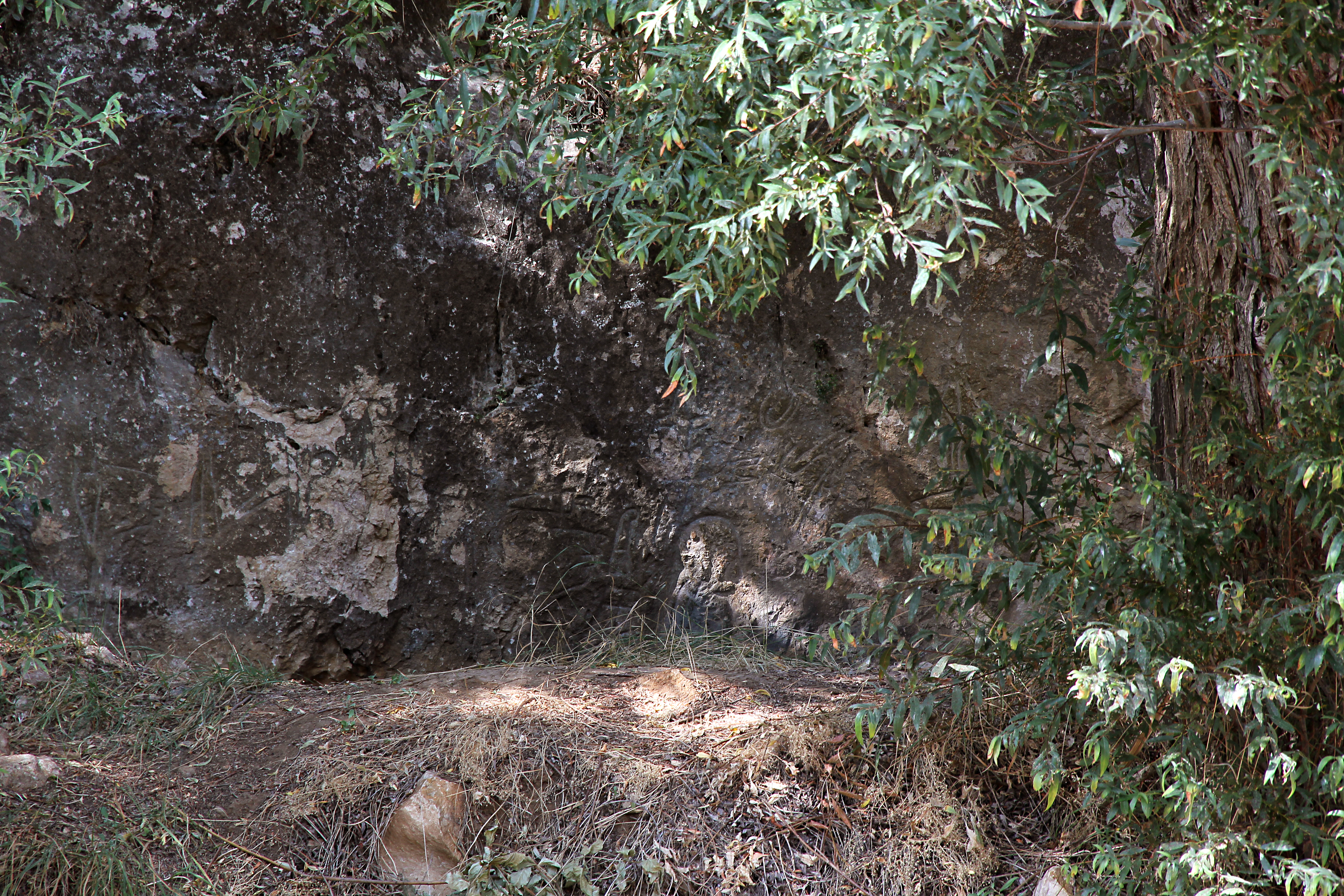
Relief Taşçı A

Die beiden Felsreliefs von Taşçı stammen aus der Zeit des hethitischen Großreichs. Sie liegen etwa zwei Kilometer südlich des Dorfes Taşçı im Landkreis Develi der türkischen Provinz Kayseri. Sie werden im Türkischen als Yazılı Kaya („beschriebener Felsen“) bezeichnet.

## Lage
Im Dorf Taşçı mündet der am südlich gelegenen Bakırdağ entspringende Şamaz Dere, auch Homur Suyu genannt, in den Zamantı Irmağı. An der Stelle, wo er zwischen zwei dicht beieinanderstehenden Felsrücken durchbricht, liegen am westlichen Ufer die beiden mit Taşçı A und B bezeichneten Reliefs im Abstand von weniger als hundert Metern. An dem engen Durchgang führte sicherlich in der Entstehungszeit der Bildwerke keine Straße entlang, zur Anlage der modernen Straße mussten Felspartien abgesprengt werden. Die Lage am Wasser sowie über den Reliefs liegende Höhlen lassen auf eine kultische Funktion des Ortes schließen.

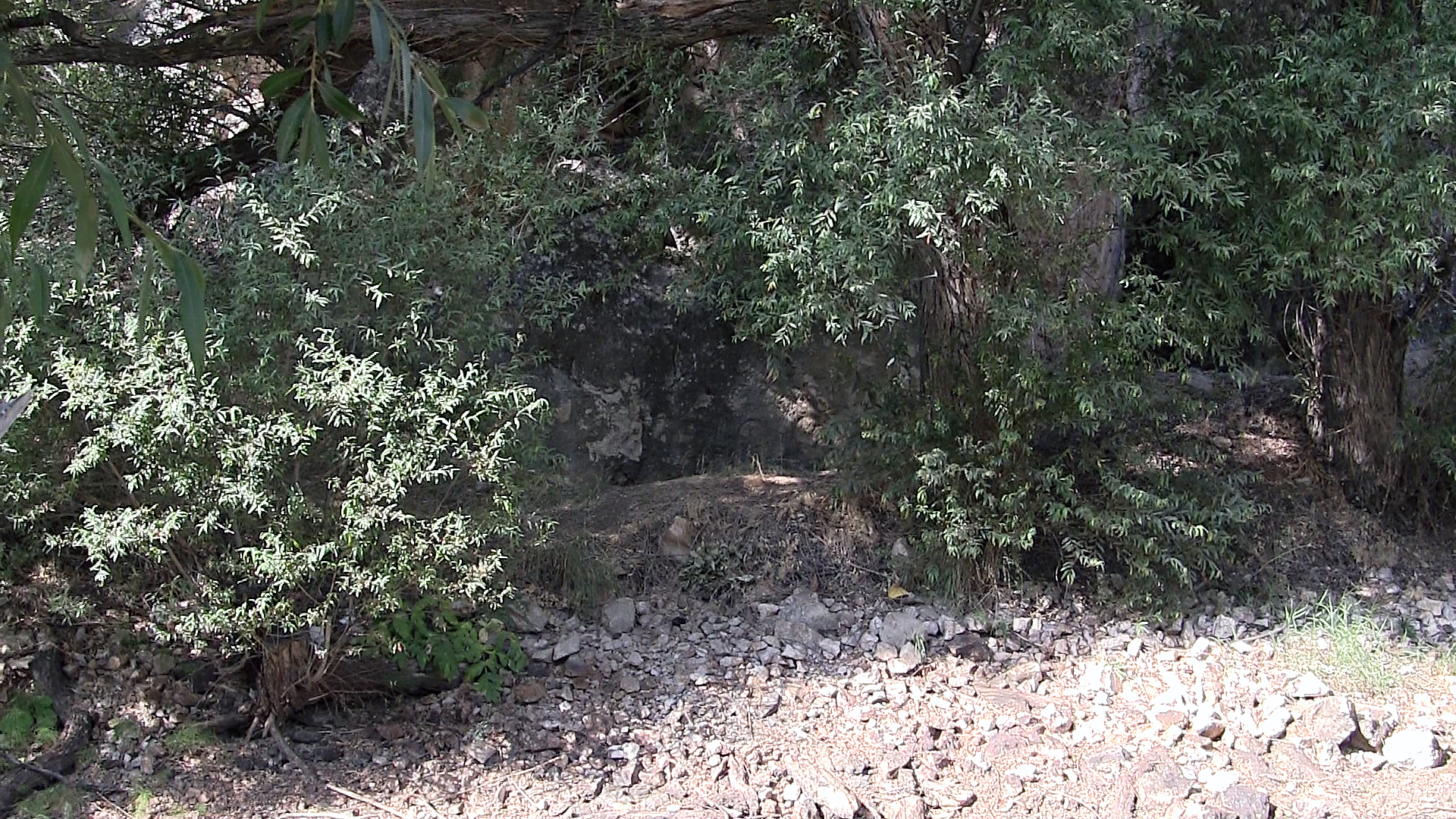
Lage von Taşçı A vom gegenüberliegenden Flussufer aus

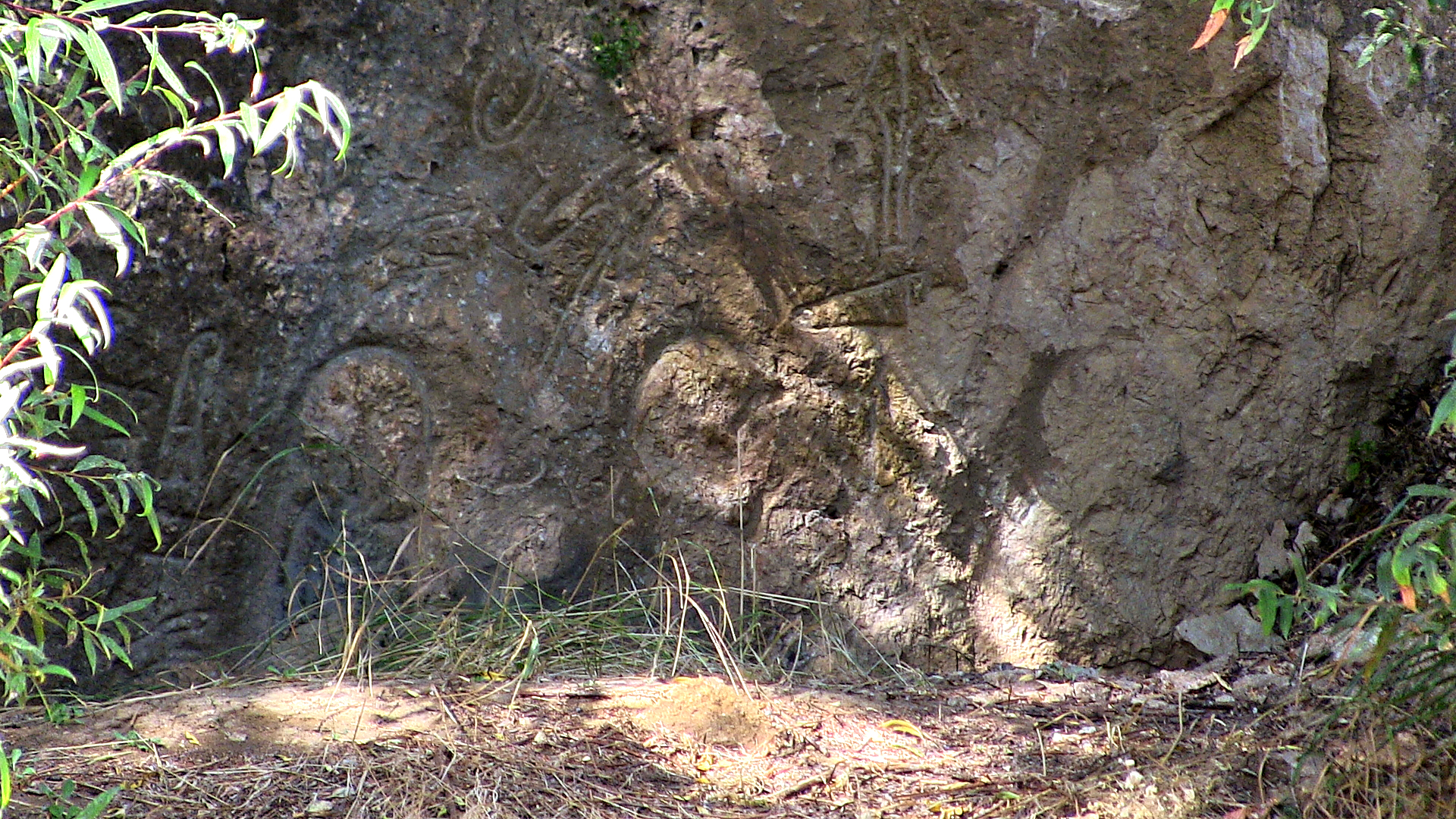
Detail von Taşçı A, die drei Figuren mit Beischriften

## Taşçı A
Das nördliche der beiden Reliefs, Taşçı A, liegt je nach Wasserstand ein bis zwei Meter über dem Fluss und ragt heute nur noch weniger als einen Meter aus dem angeschwemmten Erdreich. Es zeigt rechts unten drei nach rechts gewandte Figuren, die bis über Hüfthöhe im Schwemmland verschwunden sind. Ihre Umrisse sind mit tiefen Rillen umzogen. Die linke ist am besten erhalten, sodass bei ihr die Innenzeichnung noch zu erkennen ist. Über den Kopf laufen Bänder, ein Tuch hängt über den Rücken herab, was diese Gestalt als weiblich ausweist. Augen und Kinn sind noch erkennbar, die dazwischenliegende Mund- und Nasenpartie ist ausgebrochen. Jeweils ein Arm der beiden linken Personen ist vorgestreckt, nach der Umzeichnung von Ignace Gelb von 1939 hatte die rechte Figur dieselbe Haltung, was allerdings durch die starke Verwitterung nicht mehr zu sehen ist. Von den beiden rechten Figuren, die Rundkappen tragen, sind nur noch die Konturen vorhanden. Alle drei werden allgemein als Priester angesehen.
Über den Köpfen sind Inschriften in Luwischen Hieroglyphen angebracht, wobei den linken Gestalten jeweils eine Zeichengruppe zugeordnet werden kann, während die der rechten nicht erhalten ist. Die Lesung bereitet aufgrund des schlechten Zustandes allerdings Schwierigkeiten. Lediglich der Name der linken, weiblichen Figur kann als Ma-na-a-za/i gedeutet werden, sie wird weiter als Tochter Lubakkis, des Sohnes des Armeeschreibers bezeichnet. Eine weitere Hieroglyphengruppe befindet sich links der drei, sie nennt eine weitere Person, nach J. D. Hawkins der Leibgardist Zida, Diener Hattušilis, des Großkönigs, des Helden. Da dieser nicht abgebildet ist, handelt es sich möglicherweise um den Stifter des Reliefs.

## Taşçı B

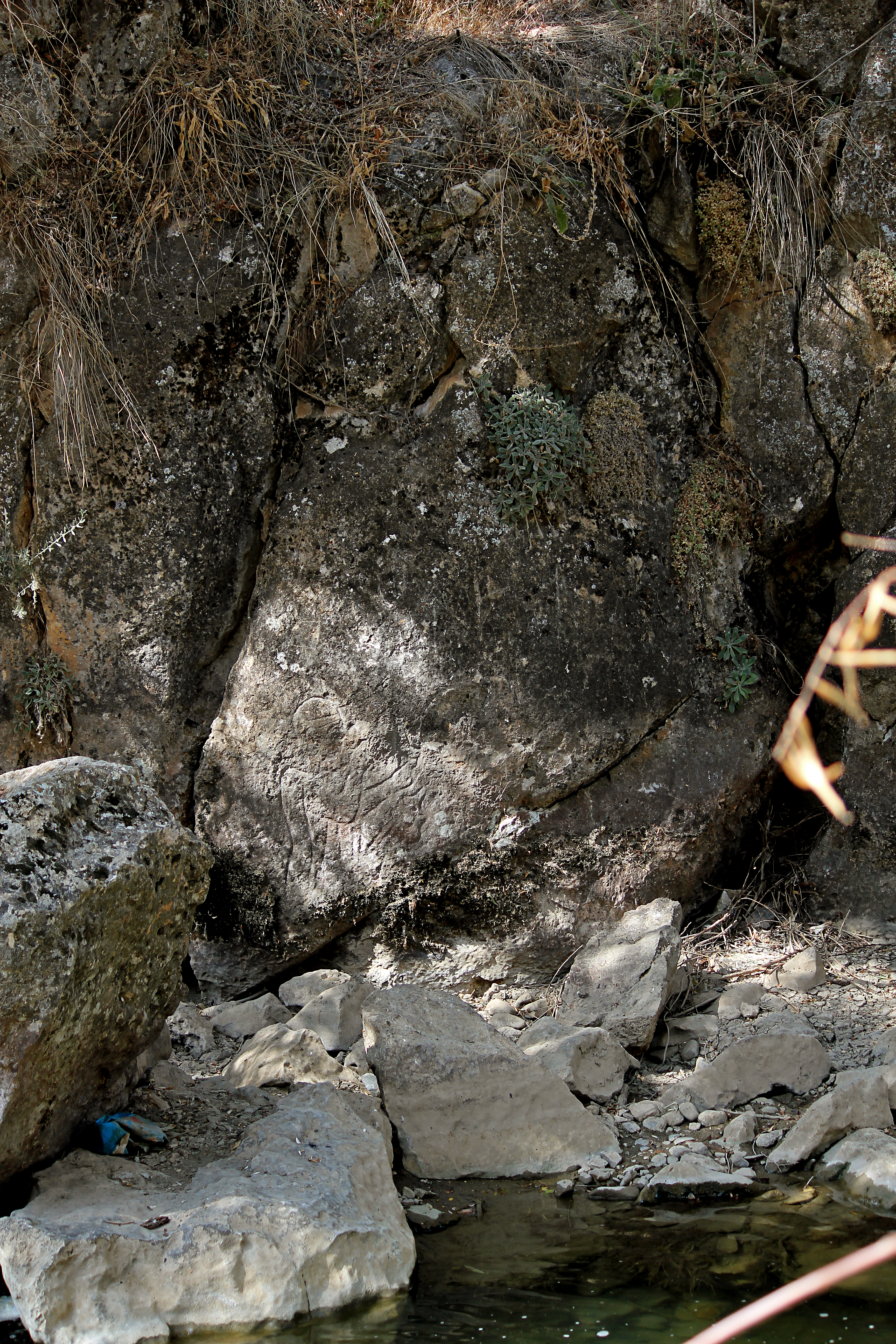
Lage von Taşçı B am westlichen Flussufer

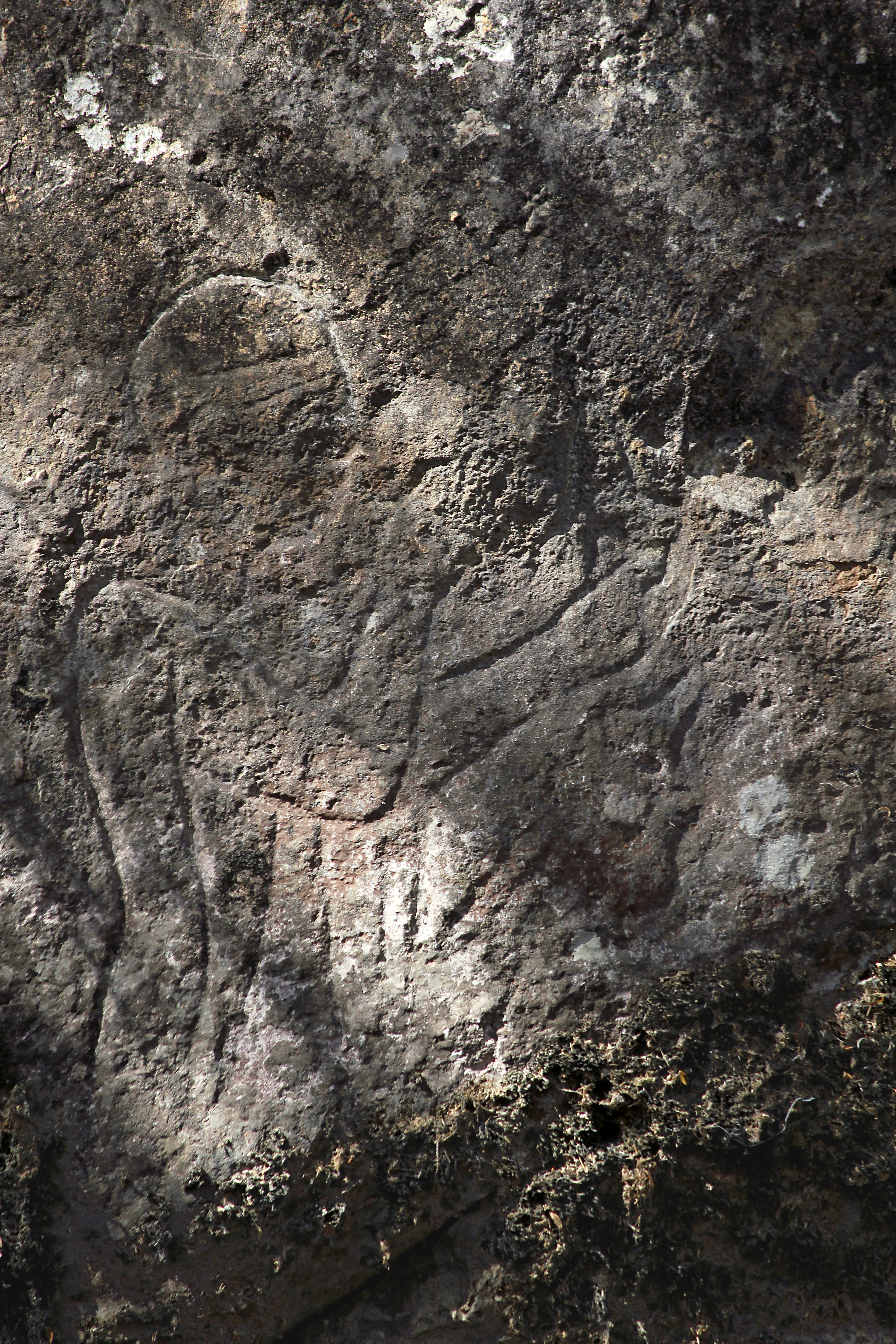
Taşçı B

Weniger als 100 Meter flussaufwärts liegt, direkt am Ufer oder bei höherem Wasserstand im Fluss, auf einem einzelnen Felsbrocken, das Relief Taşçı B. Das Ritzrelief zeigt eine nach rechts gewandte männliche Figur. Sie trägt eine Rundkappe, die vorn mit einem Horn ausgestattet ist, das lange Gewand der Priester und einen Schal, der über Schulter und Arm hängt. Der rechte Arm ist zum Gruß erhoben, der linke vorgestreckt. Darüber ist das eigentlich Göttern vorbehaltene Heilszeichen zu erkennen. Drei Hieroglyphen, die unter den Armen zu sehen sind, wurden von verschiedenen Forschern unterschiedlich gelesen, der Name konnte jedoch nicht erschlossen werden.

## Bedeutung
Über Taşçı A befindet sich in der Felswand eine Höhle, von der ein Schacht senkrecht hinabführt. Er ist heute mit eingeschwemmter Erde angefüllt, reichte aber möglicherweise bis zur Wasseroberfläche. In der Wand hinter Taşçı B ist ebenfalls eine Höhle zu finden, von der gleichfalls ein Schacht abwärts führt. Beide Kavernen sowie die Lage am Wasser deuten auf eine kultische Bedeutung des Platzes hin. Die Ausrichtung der Priestergestalten flussabwärts in Richtung der bebauten Felder in der Flussebene lässt vermuten, dass sie eine Schutzfunktion für die dortige Landwirtschaft und für einen möglicherweise vorhandenen Ort ausüben sollten.
Die Reliefs werden nach den Beischriften etwa ins 13. Jahrhundert v. Chr. datiert.

## Forschungsgeschichte
Erste kurze Berichte und die erste Lesung über Taşçı A gaben 1906 Hans Rott und Leopold Messerschmidt nach Rotts Anatolienreise heraus, sowie im selben Jahr Guillaume de Jerphanion. Ignace Gelb grub 1935 den unteren Teil des Reliefs aus und veröffentlichte eine Kopie sowie eine Fotografie. Taşçı B wurde zunächst 1947 von Sedat Alp und Ekrem Akurgal beschrieben. Darauf besuchte 1954 Hans Gustav Güterbock den Ort. Den ersten ausführlichen Bericht über beide Felsbilder legte Piero Meriggi 1975 nach seiner ersten Anatolienreise vor. Seine Bearbeitung der Beischriften stimmte nahezu mit der von Gelb überein, im Gegensatz zu derjenigen von Franz Steinherr aus demselben Jahr. Letztere wurde von Markus Wäfler übernommen. Eine umfassende Besprechung lieferte Kay Kohlmeyer 1983, Horst Ehringhaus veröffentlichte schließlich 2003 eine Beschreibung der Reliefs.